# Jacoby Shaddix

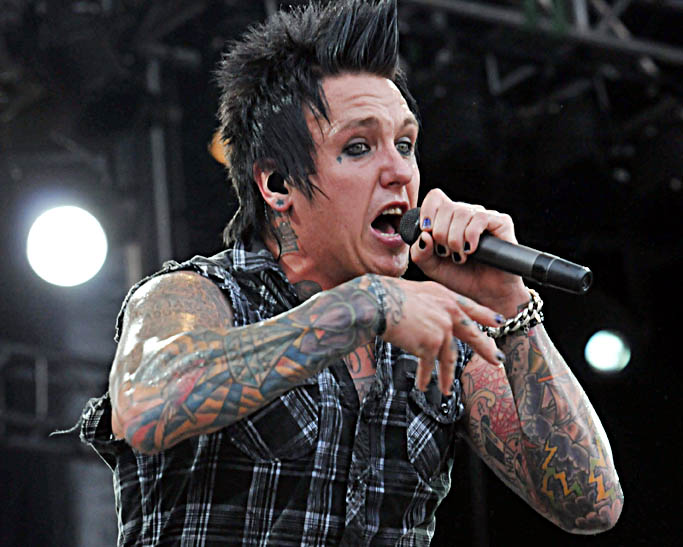
Jacoby Shaddix beim Sziget-Festival, Budapest 2010

Jacoby Dakota Shaddix (* 28. Juli 1976 in Mariposa, Kalifornien) ist ein US-amerikanischer Sänger und Songwriter der Rockband Papa Roach.

## Leben
Shaddix besuchte die Vacaville High School in Vacaville. Er ist Gründungsmitglied der 1993 gegründeten Rockband Papa Roach. Neben seiner Arbeit bei Papa Roach ist er bei der Post-Hardcore-Band Fight the Sky aktiv und moderierte die MTV-Show Scarred.
Shaddix tritt zeitweise auch unter den Pseudonymen „Coby Dick“, „Jonny Vodka“ oder „Dakota Gold“ auf.
Er ist verheiratet und hat drei Söhne. Sein jüngster Sohn Brixton (* 2013) stand bereits im Alter von fünf Jahren mit seinem Vater auf der Bühne und sang bei einem Konzert von Papa Roach in San Francisco mit.
Nach eigenen Angaben hatte Shaddix Probleme mit Alkohol- und Drogenmissbrauch. Als er, nach vielen Jahren des Trinkens, schließlich depressiv und suizidgefährdet war und zudem Probleme mit seiner Ehefrau bekam, hörte er 2012 auf zu trinken.